# Micrutalis punctifera
Micrutalis punctifera är en insektsart som beskrevs av Walker. Micrutalis punctifera ingår i släktet Micrutalis och familjen hornstritar. Inga underarter finns listade i Catalogue of Life.